# RaMell Ross
RaMell Ross (* 15. Mai 1982 in Frankfurt am Main) ist ein US-amerikanischer Filmemacher, Fotograf und Hochschullehrer. Für seinen experimentellen Dokumentarfilm Hale County, Tag für Tag erhielt er im Jahr 2019 eine Nominierung für den Oscar.

## Leben und Ausbildung
RaMell Ross wurde 1982 in Frankfurt am Main geboren und wuchs in Fairfax in Virginia auf, wo er die Lake Braddock Secondary School besuchte. Seinen Abschluss in Soziologie und Englisch machte er 2005 an der Georgetown University. Später erwarb er einen Master of Fine Arts in Fotografie an der Rhode Island School of Design. Ross ist außerordentlicher Professor am Visual Art Department der Brown University und Gastprofessor an der Princeton University.

## Karriere
Ross bezeichnet sich selbst als „liberated documentarist“, als „befreiten Dokumentarfilmer“. Seine Arbeiten wurden unter anderem im Hammer Museum in Los Angeles, im Institute of Contemporary Arts in London, im Museum of Modern Art in New York, in der National Gallery of Art in Washington DC und im Walker Art Center in Minneapolis ausgestellt.
Im Jahr 2009 zog Ross nach Greensboro in Alabama, um dort als Basketballtrainer tätig zu werden und Fotografie zu unterrichten. Die Erfahrungen in der für ihn neuen Umgebung inspirierten ihn zu zahlreichen Fotosammlungen. Er thematisierte in seiner Arbeit black culture und black liberation. So entstand auch Hale County, Tag für Tag. Sein Langfilmdebüt, ein experimenteller Dokumentarfilm über das Leben der Schwarzen in Hale County, das Ross 2018 beim Sundance Film Festival vorstellte, wurde dort mit dem Sonderpreis der Jury ausgezeichnet. Der titelgebende Bezirk war der Schauplatz für James Agees bahnbrechendes Buch Let Us Now Praise Famous Men aus dem Jahr 1941, das ikonische Fotografien von Walker Evans von drei weißen Pachtbauernfamilien und der volkstümlichen Architektur des Bezirks zeigte. Hale County, Tag für Tag wurde bei der Oscarverleihung 2019 als bester Dokumentarfilm nominiert. Sein Kurzdokumentarfilm Easter Snap von 2019 zeigt fünf Männer, die ein Schwein auf rituelle Weise für die Schlachtung vorbereiten. Bei seine ersten Filmen fungierte Ross auch selbst als Kameramann.
Sein Spielfilmdebüt Nickel Boys basiert auf dem Roman The Nickel Boys von Colson Whitehead aus dem Jahr 2019. Dieser wurde von realen Ereignissen um die im Jahr 2011 geschlossenen Dozier School for Boys in Florida inspiriert. Der Film für den Ross gemeinsam mit Joslyn Barnes auch das auf Whiteheads Roman basierende Drehbuch schrieb, feierte Ende August 2024 beim Telluride Film Festival seine Premiere und wurde vielfach preisgekrönt.
Im Jahr 2025 wurde Ross bei den 82. Filmfestspielen von Venedig als Jurymitglied der Sektion Orizzonti berufen.

## Filmografie
- 2018: Elnora (Kurzfilm, Kamera)
- 2018: Hale County, Tag für Tag (Hale County This Morning, This Evening, Dokumentarfilm, Regie, Drehbuch und Kamera)
- 2019: Easter Snap (Kurzdokumentarfilm, Regie und Drehbuch)
- 2024: Nickel Boys (Regie und Drehbuch)

## Auszeichnungen
African-American Film Critics Association Award
- 2024: Auszeichnung mit dem Spotlight Award (Nickel Boys)[13]

Astra Film Award
- 2024: Nominierung für das Beste adaptierte Drehbuch (Nickel Boys)[14]

Black Reel Award
- 2025: Auszeichnung für die Beste Regie (Nickel Boys)
- 2025: Auszeichnung für die Beste Nachwuchsregie (Nickel Boys)
- 2025: Auszeichnung für das Beste Drehbuch (Nickel Boys)
- 2025: Auszeichnung für das Beste Debütdrehbuch (Nickel Boys)[15]

British Academy Film Award
- 2025: Nominierung für das Beste adaptierte Drehbuch (Nickel Boys)[16]

Critics’ Choice Movie Award
- 2025: Nominierung für die Beste Regie (Nickel Boys)
- 2025: Nominierung für das Beste adaptierte Drehbuch (Nickel Boys)

Denver Film Festival
- 2024: Auszeichnung mit dem Excellence in Directing Award (Nickel Boys)[17]

Directors Guild of America Award
- 2025: Auszeichnung für das Beste Regiedebüt (Nickel Boys)[18]

Gotham Award
- 2018: Auszeichnung als Bester Dokumentarfilm (Hale County, Tag für Tag)
- 2018: Nominierung für den Publikumspreis (Hale County, Tag für Tag)
- 2024: Auszeichnung für die Beste Regie (Nickel Boys)[19]

Independent Spirit Award
- 2019: Nominierung als Bester Dokumentarfilm (Hale County, Tag für Tag)

London Critics’ Circle Film Award
- 2025: Auszeichnung für die Beste Regie (Nickel Boys)[20]

New York Film Critics Circle Award
- 2024: Auszeichnung für die Beste Regie (Nickel Boys)[21]

Oscar
- 2019: Nominierung als Bester Dokumentarfilm (Hale County, Tag für Tag)
- 2025: Nominierung für das Beste adaptierte Drehbuch (Nickel Boys)

Satellite Award
- 2025: Auszeichnung für das Beste adaptierte Drehbuch (Nickel Boys)[22]

Sundance Film Festival
- 2018: Auszeichnung mit dem U.S. Documentary Special Jury Award for Creative Vision (Hale County, Tag für Tag)[23]

USC Libraries Scripter Award
- 2025: Nominierung für das Beste adaptierte Drehbuch (Nickel Boys)[24]

Writers Guild of America Award
- 2025: Nominierung für das Beste adaptierte Drehbuch (Nickel Boys)[25]